# Jesús Castellano Cervera

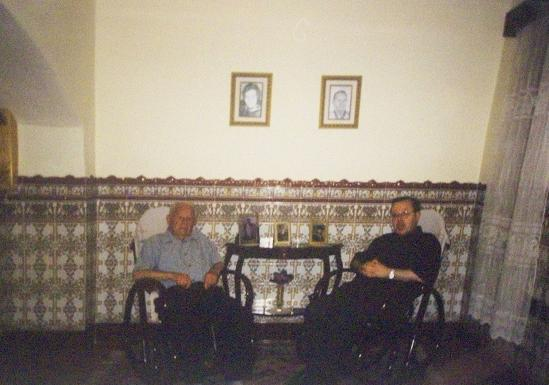
Con su padre en Villar.

Jesús Castellano Cervera (Villar del Arzobispo, Valencia, 30 de julio de 1941 — Roma, 15 de junio de 2006) fue un fraile carmelita descalzo desde el 4 de agosto de 1957. Fue ordenado sacerdote el 25 de abril de 1965. Obtuvo el doctorado en teología y fue profesor y consultor pontificio de varias congregaciones.
El padre Jesús fue responsable de la ambientación religiosa de la "Capilla Redemptoris Mater" del Palacio Apostólico de la Ciudad del Vaticano. Incluyendo en ella imágenes de cuatro santos Carmelitas Descalzos, Teresa de Jesús, San Juan de la Cruz, Teresita del Niño Jesús y Edith Stein.

## Biografía

### Vocación religiosa
A los 11 años ingresó al colegio Teresiano de los carmelitas descalzos en Castellón de la Plana. Allí curso los estudios humanísticos tras los que fue admitido al noviciado en el año 1956 cambiando su nombre por Benjamín de la Reina de la Paz.
En 1960 se trasladó a Roma para iniciar estudios de teología. El 15 de septiembre de 1962 hizo su profesión solemne. Al año siguiente es ordenado diácono por Mons. Enrico Compagnone, obispo de Latina.
Dos años más tarde es ordenado sacerdote -tras recibir la dispensa de edad pues solo contaba con 23 años- por Mons. Tarsicio Vicente Benedetti, obispo de Lodi.
En 1968 se doctora en teología con una tesis titulada: "La presencia real de Cristo en la Eucaristía: exégesis, teología, espiritualidad" nuevamente con la máxima calificación.

### Responsabilidades en Roma
Jesús Castellano ejerció durante años cargos en la Curia Romana llegando a ser consultor de siete dicasterios. 
Era consultor de la Congregación para la Doctrina de la Fe desde 1983, trabajando estrechamente con el cardenal Joseph Ratzinger, hoy papa Benedicto XVI. Fue consultor también de la Congregación para la Evangelización de los Pueblos, de la Congregación para los Institutos de Vida Consagrada y las Sociedades de Vida Apostólica, del Pontificio Consejo para los Laicos, de la Oficina de las Celebraciones Litúrgicas Pontificias, donde era un estrecho colaborador del arzobispo Piero Marini. Marini era Maestro de las Celebraciones Litúrgicas Pontificias. Con él estaba Jesús preparando los actos litúrgicos del V Encuentro Mundial de las Familias (EMF), hasta poco antes de su muerte.
Jesús era miembro del Comité Pontificio para los Congresos Eucarísticos Internacionales, doctor en Teología y decano del Teresianum, por dos mandatos consecutivos. Estuvo vinculado a la facultad de teología Teresianum por más de 30 años.

### Publicaciones
Es autor de numerosas publicaciones, más de 1000 colaboraciones y libros. Pronunció multitud de conferencias tanto en Italia como en otros países, algunas de ellas con el entonces Cardenal Ratzinger. Era uno de los principales especialistas en Liturgia y Espiritualidad de la Santa Sede.
Durante años colaboró en distintos programas de emisoras de radio. Si bien principalmente lo hacía en Radio Vaticano, también participó en programas de la COPE en varias ocasiones. 

### Fallecimiento
Murió el 15 de junio de 2006 mientras paseaba por unos jardines de Roma. Los restos mortales del religioso carmelita valenciano, recibieron sepultura en el panteón de los carmelitas del cementerio de Roma.

## Adiós en Roma

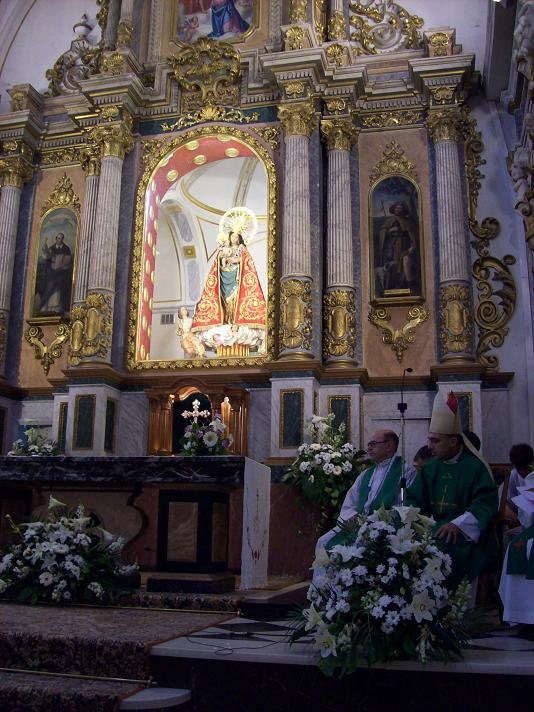
Misa 2ºAniversario en Villar ante la Virgen de la Paz.

El padre Martín Tejedor comentó a los medios de comunicación,

El padre Jesús Castellano es una figura internacional en distintos campos de la vida religiosa y eclesial, pero me gustaría hoy quedarme con la figura más cercana y entrañable para nosotros, los carmelitas: la figura del hombre sencillo y serio, como carmelita teresiano, que sabía vivir con naturalidad las exigencias de nuestra vida carmelitana. Su cercanía y sencillez a nadie le hacían pensar que estaba ante una eminente personalidad.

Quiero concluir con el pensamiento de que Jesús Castellano bien podía terminar su vida con la frase de nuestra Madre Teresa de Jesús: «Al fin muero hijo de la Iglesia». Descanse en la eternidad este jornalero de Dios que nunca tuvo tiempo para sí, porque debía dárselo a los demás. Descansa, Jesús, en la Paz. Tu vida ha merecido la pena. Gracias.

Por otro lado, el maestro de las Ceremonias Pontificias, el arzobispo Piero Marini, del que era colaborador el padre Castellano, presidió la misa de corpore in sepulto por su eterno descanso en la iglesia de la Facultad de Teología del Teresianum de Roma, de la orden carmelita, en la que Castellano era profesor. El arzobispo no pudo reprimir su dolor y en una emotiva ceremonia le dedicó unas últimas palabras a su amigo Jesús destacando nuevamente su espíritu de trabajo, su entrega a los demás, su humildad, etc.
Familiares de Jesús se desplazaron a Roma  desde Valencia para ofrecerle su último adiós  al  religioso valenciano, que nació 64 años antes en la localidad valenciana del Villar del Arzobispo, según explicó el vicario episcopal para los sacerdotes valencianos residentes a Roma, monseñor Vicente Cárcel.

## Libros
Más de 40 libros publicados en distintas lenguas, destacando el francés, español e italiano. 
- Tratado sobre el misterio de la eucaristía,Editorial Edicep C.B., 2004. ISBN 84-7050-811-3
- Teresa de Jesús, enséñanos a orar.Tomás Álvarez, Jesús Castellano Cervera. Burgos, editorial Monte Carmelo, D.L. 1981. ISBN 84-7239-109-4
- Santa María en oriente y occidente: documentación y textos.Jesús Castellano Cervera.Centre de Pastoral Litúrgica, 2001. ISBN 84-7467-733-5
- Orar con el año litúgico (Ciclo B). Editorial Edicep C.B., junio de 2008, ISBN 978-84-7050-965-0